# Futbol'nyj Klub Dinamo Moskva 2015-2016
Questa voce raccoglie le informazioni riguardanti il Futbol'nyj Klub Dinamo Mosca nelle competizioni ufficiali della stagione 2015-2016. 

## Stagione
Per la prima volta nella storia la Dinamo Mosca retrocesse: arrivò penultima in campionato a un solo punto dalle posizioni che le avrebbero garantito almeno gli spareggi e a due dalla salvezza.

## Maglie
| Manica sinistra · Maglietta · Maglietta · Manica destra · Manica destra · Pantaloncini · Calzettoni | Manica sinistra · Manica sinistra · Maglietta · Maglietta · Manica destra · Manica destra · Pantaloncini · Calzettoni |

## Rosa
| N. |                           | Ruolo | Calciatore          |
| -- | ------------------------- | ----- | ------------------- |
| 1  | Russia (bandiera)         | P     | Anton Šunin         |
| 2  | Russia (bandiera)         | D     | Grigorij Morozov    |
| 3  | Svezia (bandiera)         | D     | Sebastian Holmén    |
| 4  | Rep. del Congo (bandiera) | D     | Christopher Samba   |
| 5  | Russia (bandiera)         | D     | Vitali Dyakov       |
| 7  | Bielorussia (bandiera)    | C     | Stanislaŭ Drahun    |
| 8  | Russia (bandiera)         | C     | Pavel Pogrebnyak    |
| 9  | Russia (bandiera)         | A     | Aleksandr Kokorin   |
| 11 | Russia (bandiera)         | C     | Aleksej Ionov       |
| 12 | Russia (bandiera)         | D     | Egor Danilkin       |
| 13 | Russia (bandiera)         | D     | Maksim Kuz'min      |
| 15 | Slovacchia (bandiera)     | D     | Tomáš Hubočan       |
| 17 | Russia (bandiera)         | C     | Dmitrij Živogljadov |

| N. |                    | Ruolo | Calciatore          |
| -- | ------------------ | ----- | ------------------- |
| 21 | Armenia (bandiera) | P     | Ṙoman Berezovski    |
| 22 | Russia (bandiera)  | A     | Pavel Solomatin     |
| 23 | Russia (bandiera)  | C     | Anton Sosnin        |
| 25 | Russia (bandiera)  | D     | Aleksej Kozlov      |
| 27 | Russia (bandiera)  | C     | Igor' Denisov       |
| 30 | Russia (bandiera)  | P     | Vladimir Gabulov    |
| 38 | Russia (bandiera)  | C     | Andrey Yeshchenko   |
| 47 | Russia (bandiera)  | C     | Roman Zobnin        |
| 72 | Russia (bandiera)  | C     | Aleksandr Kalyashin |
| 77 | Russia (bandiera)  | C     | Anatoli Katrich     |
| 88 | Russia (bandiera)  | C     | Aleksandr Tašaev    |
| 90 | Russia (bandiera)  | C     | Nikolay Obolskiy    |
| 98 | Russia (bandiera)  | C     | Anton Terechov      |

## Risultati

### Prem'er-Liga
| San Pietroburgo 19 luglio 2015 1ª giornata | Zenit San Pietroburgo | 2 – 1 referto | Dinamo Mosca | Stadio Petrovskij |

| Chimki 25 luglio 2015 2ª giornata | Dinamo Mosca | 2 – 2 referto | Mordovija | Arena Chimki |

| Mosca 2 agosto 2015 3ª giornata | Lokomotiv Mosca | 1 – 1 referto | Dinamo Mosca | Stadio Lokomotiv |

| Kaspijsk 8 agosto 2015 4ª giornata | Anži | 2 – 3 referto | Dinamo Mosca | Anži-Arena |

| Chimki 16 agosto 2015 5ª giornata | Dinamo Mosca | 1 – 0 referto | Ural | Arena Chimki |

| Groznyj 21 agosto 2015 6ª giornata | Terek Groznyj | 1 – 1 referto | Dinamo Mosca | Achmat Arena |

| Chimki 29 agosto 2015 7ª giornata | Dinamo Mosca | 2 – 0 referto | Ufa | Arena Chimki |

| Krasnodar 13 settembre 2015 8ª giornata | Krasnodar | 4 – 0 referto | Dinamo Mosca | Stadio Kuban' |

| Chimki 21 settembre 2015 9ª giornata | Dinamo Mosca | 0 – 0 referto | Rubin | Arena Chimki |

| Samara 27 settembre 2015 10ª giornata | Kryl'ja Sovetov Samara | 0 – 0 referto | Dinamo Mosca | Stadio Metallurg |

| Chimki 4 ottobre 2015 11ª giornata | Dinamo Mosca | 0 – 2 referto | CSKA Mosca | Arena Chimki |

| Perm' 17 ottobre 2015 12ª giornata | Amkar Perm' | 1 – 1 referto | Dinamo Mosca | Stadio Zvezda |

| Chimki 25 ottobre 2015 13ª giornata | Dinamo Mosca | 2 – 3 referto | Spartak Mosca | Arena Chimki |

| Rostov sul Don 2 novembre 2015 14ª giornata | Rostov | 1 – 0 referto | Dinamo Mosca | Stadio Olimp-2 |

| Chimki 7 novembre 2015 15ª giornata | Dinamo Mosca | 2 – 1 referto | Kuban' | Arena Chimki |

| Saransk 22 novembre 2015 16ª giornata | Mordovija | 1 – 1 referto | Dinamo Mosca | Start Stadion |

| Chimki 30 novembre 2015 17ª giornata | Dinamo Mosca | 2 – 2 referto | Lokomotiv Mosca | Arena Chimki |

| Chimki 4 dicembre 2015 18ª giornata | Dinamo Mosca | 1 – 2 referto | Anži | Arena Chimki |

| Ekaterinburg 7 marzo 2016 19ª giornata | Ural | 1 – 1 referto | Dinamo Mosca | SKB-Bank Arena |

| Chimki 14 marzo 2016 20ª giornata | Dinamo Mosca | 0 – 1 referto | Terek Groznyj | Arena Chimki |

| Ufa 19 marzo 2016 21ª giornata | Ufa | 0 – 1 referto | Dinamo Mosca | Stadio Neftjanik |

| Chimki 4 aprile 2016 22ª giornata | Dinamo Mosca | 1 – 4 referto | Krasnodar | Arena Chimki |

| Kazan' 9 aprile 2016 23ª giornata | Rubin | 4 – 1 referto | Dinamo Mosca | Kazan Arena |

| Chimki 17 aprile 2016 24ª giornata | Dinamo Mosca | 0 – 1 referto | Kryl'ja Sovetov Samara | Arena Chimki |

| Chimki 24 aprile 2016 25ª giornata | CSKA Mosca | 1 – 0 referto | Dinamo Mosca | Arena Chimki |

| Chimki 29 aprile 2016 26ª giornata | Dinamo Mosca | 0 – 0 referto | Amkar Perm' | Arena Chimki |

| Mosca 8 maggio 2016 27ª giornata | Spartak Mosca | 3 – 0 referto | Dinamo Mosca | Otkrytie Arena |

| Chimki 12 maggio 2016 28ª giornata | Dinamo Mosca | 1 – 3 referto | Rostov | Arena Chimki |

| Krasnodar 16 maggio 2016 29ª giornata | Kuban' | 1 – 0 referto | Dinamo Mosca | Stadio Kuban' |

| Chimki 21 maggio 2016 30ª giornata | Dinamo Mosca | 0 – 3 referto | Zenit San Pietroburgo | Arena Chimki |

### Coppa di Russia
| Liski 24 settembre 2015 | Lokomotiv Liski | 0 – 2 referto | Dinamo Mosca | Stadio Lokomotiv |

| Samara 29 ottobre 2015 Sedicesimi di finale | Kryl'ja Sovetov Samara | 0 – 1 referto | Dinamo Mosca | Stadio Metallurg |

| Perm' 2 marzo 2016 Ottavi di finale | Amkar Perm' | 3 – 1 referto | Dinamo Mosca | Stadio Zvezda |